# Dubai Tennis Championships 2000
Il Dubai Tennis Championships 2000 è stato un torneo di tennis giocato sulla cemento. 
È stata la 8ª edizione del Dubai Tennis Championships, 
che fa parte della categoria International Series nell'ambito dell'ATP Tour 2000,
Il torneo si è giocato al Dubai Tennis Stadium di Dubai negli Emirati Arabi Uniti,
dal 7 al 13 febbraio 2000.

## Campioni

### Singolare maschile
Nicolas Kiefer ha battuto in finale  Juan Carlos Ferrero con il punteggio di 7–5, 4–6, 6–3

### Doppio maschile
Jiří Novák /  David Rikl hanno battuto in finale  Robbie Koenig /  Peter Tramacchi con il punteggio di 6–2, 7–5